# El abuelo tiene un plan
El abuelo tiene un plan es una comedia española del año 1973 basada en una obra de Alfonso Paso, dirigida por Pedro Lazaga y rodada en Estudios Roma, Madrid, con un elenco de actores y actrices de comedia entonces de moda, como Paco Martínez Soria, Isabel Garcés, José Sacristán, Maruja Bustos y otros (ver cuadro de reparto).

## Argumento
Leandro Cano, abuelo de muchos nietos, conoce en la consulta del Dr. Bolt a Elena, una mujer ya entrada en años. El Dr. hace todo lo posible para que tengan una relación, ya que piensa que la única enfermedad de ambos es la soledad. Una vez que la pareja comienza a verse en un apartamento de alquiler, las familias se enteran y deciden evitar el escándalo.

## Reparto
| Intérprete               | Personaje                                  |
| ------------------------ | ------------------------------------------ |
| Paco Martínez Soria      | Leandro Cano                               |
| Isabel Garcés            | Elena                                      |
| José Sacristán           | Julio                                      |
| Maruja Bustos            | Mercedes                                   |
| Manuel Zarzo             | Manolo                                     |
| Elvira Quintillá         | Laura                                      |
| Guadalupe Muñoz Sampedro | Amalia                                     |
| Belinda Corel            |                                            |
| Nuria Gimpera            | Beatriz                                    |
| Emilio Laguna            | Camarero                                   |
| Valeriano Andrés         | Camarero Hotel                             |
| Maribel Hidalgo          |                                            |
| Marcelo Arroita-Jáuregui |                                            |
| Beni Deus                |                                            |
| Erasmo Pascual           | Sr. Cifuentes, huésped del Hotel indignado |
| Dionisio Ramos           |                                            |
| Carmen Cervera           |                                            |
| Fabián Conde             |                                            |
| Saturno Cerra            |                                            |
| Luis Barbero             | Guarda zoológico                           |
| Pedro Hurtado            |                                            |
| Concha del Val           |                                            |
| Germán Algora            |                                            |
| Francisco Camoiras       | Pintor                                     |
| Alfredo Garrido          |                                            |
| Chacho Lage              | Niño                                       |
| Nuria Lage               | Niña                                       |
| Paloma Lage              | Niña                                       |
| Edy Lage                 | Niña                                       |
| Alfonso Paso             | Dr. Juan G. Bolt                           |